# ミンク (映画監督)
ミンク（Mink、本名:Christopher Morrison）は、アメリカ合衆国の映画監督。イギリス・ロンドンに生まれ、8歳の時にアメリカ・ロサンゼルスに移住。
クエンティン・タランティーノのプロダクション「バンドアパート」に所属。2005年、日本を舞台にしたスティーヴン・セガール主演作品『イントゥ・ザ・サン』を監督した。次回作として映画版『モータル・コンバット』シリーズの続編を準備中。

## 主な監督作品
- イントゥ・ザ・サン Into the Sun（2005年）
- Mortal Kombat: Devastation（公開未定）